# José Aznárez Navarro
José Aznárez Navarro (Jaca, 1759-Leiza, 14 de junio de 1837) fue un político español.

## Biografía
Abogado y magistrado, diputado en las Cortes de Cádiz, durante el Trienio liberal fue ministro de la Gobernación de la península entre septiembre y diciembre de 1823.
- Datos: Q5938367